# Tricyphona bicomata
Tricyphona (Tricyphona) bicomata là một loài ruồi trong họ Pediciidae. Chúng phân bố ở vùng sinh thái Nearctic.